# Sites archéologiques de la vallée d'Upano
 (mars 2024).
Les sites archéologiques de la vallée d'Upano, dans la province de Morona-Santiago à l'est de l'Équateur, sont un groupe de sites archéologiques situés dans la vallée de la rivière Upano, dans la forêt amazonienne. Ils comprendraient plusieurs villes dont Kilamope et Sangay, et des milliers de plate-formes ; on pense qu’ils ont été habités dès 500 av. J.-C., soit mille ans avant toute autre société amazonienne complexe connue.

## Histoire des fouilles
Les premières preuves d’un peuplement prémoderne dans la région de la vallée d’Upano ont été découvertes dans les années 1970. Stéphen Rostain, archéologue au CNRS français, a commencé des fouilles dans la région dans les années 1990,.
L'exploration des sites s'est accélérée après que le gouvernement de l'Équateur a financé une étude Lidar de la vallée en 2015, facilitant la découverte de beaucoup plus d'établissements sédentaires que ceux découverts auparavant. L'équipe de Rostain a publié les résultats de l'enquête Lidar dans Science en janvier 2024.

## Description des sites
Les sites connus s'étendent sur 300 kilomètres carrés dans la vallée.
L'équipe de Rostain a rapporté la découverte de quinze établissements, dont cinq ont été qualifiés de « grandes colonies ». Ils ont particulièrement donné la priorité à l'excavation de deux cités connues sous les noms actuels de Kilamope et Sangay (on ignore leurs noms d'origine). La zone centrale de Kilamope couvre une superficie comparable en taille au plateau de Gizeh ou à l'avenue principale de Teotihuacan. Le modèle de construction typique sur les sites était centré autour de plates-formes rectangulaires construites en creusant et en aplatissant les sommets des collines. Environ 6 000 de ces plates-formes ont été découvertes, sur lesquelles des structures ont été construites par groupes de trois à six . Il semble que les structures étaient principalement résidentielles, même si certaines ont pu avoir des fins cérémonielles. Elles mesurent environ 20 mètres sur 10 et 2 à 3 mètres de hauteur. Des foyers et des fosses ont été trouvés dans les plates-formes, ainsi que des jarres, des pierres pour broyer les plantes et des graines brûlées.
Un réseau de routes, s'étendant sur 25 kilomètres, reliait entre elles les zones résidentielles de la vallée. Des fossés et des obstacles routiers ont été observés autour de certains établissements, suggérant qu'ils auraient pu avoir besoin de se défendre contre des menaces humaines.

Vue Lidar de la vallée d'Upano

Les zones urbanisées des sites de la vallée d'Upano se sont avérées entourées de terres agricoles, comprenant des champs et des terrasses à flanc de colline, sur lesquelles poussent des cultures telles que le maïs, le manioc et la patate douce. Ces terres agricoles étaient délimitées par un réseau de fossés de drainage et de canaux. Rostain suppose que le volcan Sangay voisin a fourni à la région un sol riche pour la culture .
Les sites de la vallée d'Upano ont été habités pour la première fois vers 500 av. J.-C. et auraient été abandonnés entre 300 et 600 apr. J.-C.,. Rostain émet l'hypothèse que le déclin des sites pourrait être lié aux éruptions du volcan Sangay.
La population de la région fait débat : Antoine Dorison, co-auteur de l'article de Science, estime que la population du cluster a culminé entre 15 000 et 30 000 personnes, alors que d'autres sources émettent l'hypothèse que la région aurait pu en abriter plus de 100 000.
Les archéologues ont qualifié les habitants des sites de membres des cultures Kilamope et Upano. La société et les pratiques culturelles de ces groupes sont encore peu connues. La culture matérielle découverte sur les sites comprend des poteries peintes, ainsi que des cruches contenant des résidus de chicha, une boisson alcoolisée à base de maïs courante en Amérique du Sud précolombienne.

## Voir également